# Culex guerreroi
Culex guerreroi is een muggensoort uit de familie van de steekmuggen (Culicidae). De wetenschappelijke naam van de soort is voor het eerst geldig gepubliceerd in 1971 door Cova García, Sutil & Pulido.